# 金牌女兒紅
《金牌女兒紅》，是由金牌娛樂出品，並由百代唱片發行的唱片。顧名思義，這唱片由金牌娛樂出品，而且唱片內的歌曲全都由女歌手主唱。這唱片於2006年5月發行，緊接上年推出的《男人魅》。
值得一提的是，有別於《男人魅》，正視音樂在《金牌女兒紅》只負責提供部份藝人歌手，並無直接參與任何製作及發行工作，所以這張唱片亦成為正視音樂唯一一張有在無綫電視（正視音樂母公司）以外的其他電視台（包括亞視、有線等）播放電視廣告及唱片中歌曲MV的唱片。
無線音樂台於2006年5月13日在九龍灣國際展貿中心舉行一個以「女兒紅」為主題的音樂會，名為《音樂潮拜—女兒紅音樂會》。

## 歌曲
| 編號 | 歌曲的名字   | 歌手           | 屬於的劇集     | 曲種   |
| 01   | 有過去的女人 | 楊千嬅         | 《女人唔易做》 | 片尾曲 |
| 02   | 分手         | 廖碧兒         | 《突圍行動》   | 片尾曲 |
| 03   | 黃沙中的戀人 | 佘詩曼         | 《火舞黃沙》   | 片尾曲 |
| 04   | 幸而         | 胡杏兒         | 《亂世佳人》   | 主題曲 |
| 05   | Let It Flow  | 鄧麗欣         | 《愛情全保》   | 主題曲 |
| 06   | 發誓         | 鍾嘉欣         | 《搜神傳》     | 片尾曲 |
| 07   | 逐格重播     | 陳敏之         | 《樓住有情人》 | 主題曲 |
| 08   | 偏愛         | 吴雨霏、鄧麗欣 | 《心花放》     | 片尾曲 |
| 09   | 别怪他       | 楊秀惠         | 《酒店風雲》   | 片尾曲 |
| 10   | 實情         | 廖碧兒         | 《人間蒸發》   | 主題曲 |